# 주한 쿠웨이트 대사관
주한 쿠웨이트 대사관(아랍어: سفارة الكويت في كوريا)은 대한민국 서울특별시 용산구 동빙고동 309-15에 있는 쿠웨이트 대사관이다. 현직 주한 쿠웨이트 대사는 바데르 모하메드 알아와디이다.

## 역사
쿠웨이트는 대한민국과 1979년 6월 11일 국교를 수립했다. 1979년 7월 17일에는 대한민국 정부가 쿠웨이트 쿠웨이트시티에 주쿠웨이트 대한민국 대사관을 설립했고, 1992년 10월 5일에는 쿠웨이트 정부가 대한민국 서울에 주한 쿠웨이트 대사관을 설립하였다. 1980년 5월 최규하 대통령, 1995년 1월 이시영 대통령 특사, 1995년 9월 박재윤 통상산업부 장관, 1999년 10월 정덕구 산업자원부장관이 쿠웨이트를 방문하였다.
대한민국은 1990년부터 1991년 사이에 일어난 걸프 전쟁에서 쿠웨이트를 침공한 이라크 군대를 격퇴하기 위하여 결성된 다국적군에 5억 미국 달러를 지원하는 한편, 군의료진 200명과 수송장비 및 장병 150명을 파견하였다. 양국은 1982년 항공협정, 1983년 문화협정, 1984년 경제기술협력 및 무역증진협정, 1985년 항공운수면세약정, 1994년 이중과세방지협정을 체결하여 경제, 통상 등의 우호협력관계를 유지하고 있다. 1969년 이후 쿠웨이트에 대한민국 무역관이 주재하고 있으며 현대건설, 대림엔지니어링, SK건설 등이 진출하여 발전소 건설, 담수화 사업, 원유 펌프장 시설공사 등에 참여하고 있다.
조선민주주의인민공화국은 1968년 3월에 쿠웨이트 주재 무역사무소를 설치했고, 1970년 11월에 쿠웨이트 주재 무역대표부로 격상했다. 쿠웨이트는 2001년 4월 4일에 조선민주주의인민공화국과 수교했으나, 2010년대부터 조선민주주의인민공화국에 대한 국제 사회의 제재로 인하여 임시대리대사급으로 격하된 상태로 유지되고 있다.

## 주요 업무
주요 업무는 대한민국 정부와의 정치적, 경제적, 사회적, 문화적 협력, 외교, 경제 정보 수집, 수출, 통상 진흥, 외교 정책 홍보, 문화, 학술, 체육 교류 협력, 대한민국 거주 쿠웨이트 국민의 보호, 육성, 국적, 호적, 여권, 사증 발급 및 영사 확인 업무 등이다. 한국인은 쿠웨이트 입국시 사증이 있어야 하며, 관광 목적으로는 사증을 발급하지 않는다.

## 같이 보기
- 쿠웨이트의 재외공관 목록
- 대한민국 주재 외국공관 목록
- 주쿠웨이트 대한민국 대사관
- 대한민국-쿠웨이트 관계